# Roklanská hájenka
Roklanská hájenka, auch Roklanská hájovna bzw. Roklanská chata (deutsch Rachelhütte, auch Rachelhaus) ist eine Einschicht im Böhmerwald in der Gemeinde Modrava im Okres Klatovy. Sie liegt sieben Kilometer südwestlich von Modrava in der Kernzone des Nationalparks Šumava und ist nicht mehr öffentlich zugänglich. Bis zum Zweiten Weltkrieg galt die knapp anderthalb Kilometer von der deutschen Grenze entfernte Hütte als Hauptausgangspunkt zum Aufstieg von böhmischer Seite auf den Großen Rachel und war das höchstgelegene dauerhaft bewohnte Gebäude im Böhmerwald.

## Geographie
Die Roklanská hájenka befindet sich am linken Ufer des Baches Roklanský potok im Naturschutzgebiet Modravské slatě. 
Nördlich erhebt sich die Medvědí hora (Bärensteindl, 1224 m), im Osten die Studená hora (Kaltstauden, 1298 m), südlich der Plattenhausenriegel (Blatný vrch, 1372 m), im Südwesten der Mühlbuchet (1165 m) sowie westlich der Große Rachel (1453 m) und der Kleine Rachel (1399 m).
Nachbarorte sind Javoří Pila im Norden, Vchynice-Tetov II, Modrava, Hamerské Domky, Kvilda und Hraběcí Huť im Nordosten, Březník im Südosten, Waldhäuser, Guglöd und Riedlhütte im Süden, Spiegelau und Klingenbrunn im Südwesten, Frauenau im Westen sowie Buchenau im Nordwesten.

## Geschichte
Im 9. Jahrhundert wurden am Rachelbach und seinen dort einmündenden Zuflüssen Goldseifen betrieben.
Nachdem Joseph II. von Schwarzenberg im Jahre 1799 die Herrschaft Stubenbach erworben hatte, ließ er den Chinitz-Tettauer Schwemmkanal anlegen, um den Holzreichtum des Böhmerwaldes mittels Flößerei ins Landesinnere verwerten zu können. Zu Beginn des 19. Jahrhunderts entstanden die Holzfällersiedlungen Josefstadt und Pürstling. Am südöstlichen Fuße des Bärensteindls wurde der Rachelbach im Mühlbuchetfilz mittels eines 45 m langen, mit Pfählen verstärkten Erddammes aufgestaut. Die dadurch entstandene 4 m tiefe Rachelschwelle / Roklanská nádrž diente als Wasserreservoir für die Nutzung des Rachelbaches für die Holzflöße zum Schwemmkanal. Neben der Rachelschwelle wurde 1804 die Einschicht Rachelhütte angelegt, die vom Teichwächter bewohnt war. Bis zur Mitte des 19. Jahrhunderts blieb die Rachelhütte nach Stubenbach untertänig. 
Nach der Aufhebung der Patrimonialherrschaften bildete die Rachelhütte ab 1850 eine Einschicht der Gemeinde Stubenbach bzw. Stadlern II. Anteil im  Gerichtsbezirk Hartmanitz. Ab 1868 gehörte die Rachelhütte zum Bezirk Schüttenhofen. Im Jahre 1869 wurde in Rachelhütte eine neue Revierförsterei für den Rachelwald, der damit vom Pürstlinger Forstrevier abgetrennt wurde, eingerichtet. Als erster Revierförster bezog Josef Trampus, dessen Vater Augustin Trampus ab 1832 dasselbe Amt in Pürstling versah, mit seiner Familie das neue Forsthaus, das auch Wanderern Einkehr und Nachtlager gewährte.
Zu dieser Zeit bestand Rachelhütte aus einem Haus, in dem zwölf Personen lebten. Die Windbrüche von 1868 und 1870 vernichteten im Böhmerwald einen Großteil der alten Bäume. Im Jahre 1910 war das einzige Wohngebäude in Rachelhütte von elf Menschen bewohnt. 1924 lösten sich Philippshütten, Preisleiten, Pürstling, Mader und Rachelhütte von Stubenbach los und bildeten eine eigene Gemeinde, die zunächst den Namen Preisleiten trug. 1934 wurde der Gemeindename in Filipova Huť / Philippshütten geändert. Der zunehmende Tourismus veranlasste den Club tschechischer Touristen (KČT) 1936, neben dem Forsthaus die Herberge Roklanská chata (Rachelhaus) zu errichten. Die nach Plänen des Schüttenhofener Baumeisters Karel Houra errichtete Baude wurde binnen kurzer Zeit zum böhmischen Hauptausgangspunkt für Aufstiege zum Rachel. Nach dem Münchner Abkommen wurde Rachelhütte dem Deutschen Reich zugeschlagen. Von 1939 bis 1945 gehörte die Einschicht zum bayerischen Landkreis Bergreichenstein. Nach dem Zweiten Weltkrieg wurden die deutschsprachigen Einwohner vertrieben. Mit der Errichtung des Eisernen Vorhangs gehörte die Roklanská hájenka seit Beginn der 1950er Jahre zum Sperrgebiet. Der Zufahrtsweg vom alten Pürstlinger Steig wurde damit nur noch vom Trampus-Kreuz bis zum Studený potok passierbar. Nachdem im Roklanská nádrž ein Soldat des Pohraniční stráž ertrunken war, wurde der Damm des Teiches gesprengt.
Nach dem Fall des Eisernen Vorgangs wurde das gesamte Gebiet der Maderer Filze in die Kernzone des Nationalparks Šumava eingegliedert. Erhalten ist die verwahrloste Baude Roklanská chata, das Forsthaus existiert nicht mehr.